# Jeļena Rubļevska
Jeļena Rubļevska (n. 23 martie 1976, Riga, Republica Sovietică Socialistă Letonă, URSS) este o sportivă ce a reprezentat Letonia, medaliată olimpică. A participat la 4 ediții ale Jocurilor Olimpice (2000, 2004, 2008, 2012) în care a câștigat o medalie de argint.